# Ne'ot Smadar
Ne'ot Smadar (hebrejsky נְאוֹת סְמָדַר, v oficiálním přepisu do angličtiny Ne'ot Smadar) je vesnice typu kibuc v Izraeli, v Jižním distriktu, v Oblastní radě Chevel Ejlot.

## Geografie
Leží v nadmořské výšce 405 metrů na východním okraji hornaté části aridní oblasti pouště Negev, nedaleko od okraje údolí vádí al-Araba, cca 107 kilometrů od jižního břehu Mrtvého moře.
Obec se nachází 160 kilometrů od břehu Středozemního moře, cca 225 kilometrů jihovýchodně od centra Tel Avivu, cca 192 kilometrů jižně od historického jádra Jeruzalému a 54 kilometrů severně od města Ejlat. Ne'ot Smadar obývají Židé, přičemž osídlení v tomto regionu je etnicky převážně židovské. Obec je 8 kilometrů vzdálena od mezinárodní hranice mezi Izraelem a Jordánskem.
Ne'ot Smadar je na dopravní síť napojen pomocí dálnice číslo 40 (stará spojovací silnice z Ejlatu do Beerševy přes Micpe Ramon), která východně od obce ústí do dálnice číslo 90.

## Dějiny

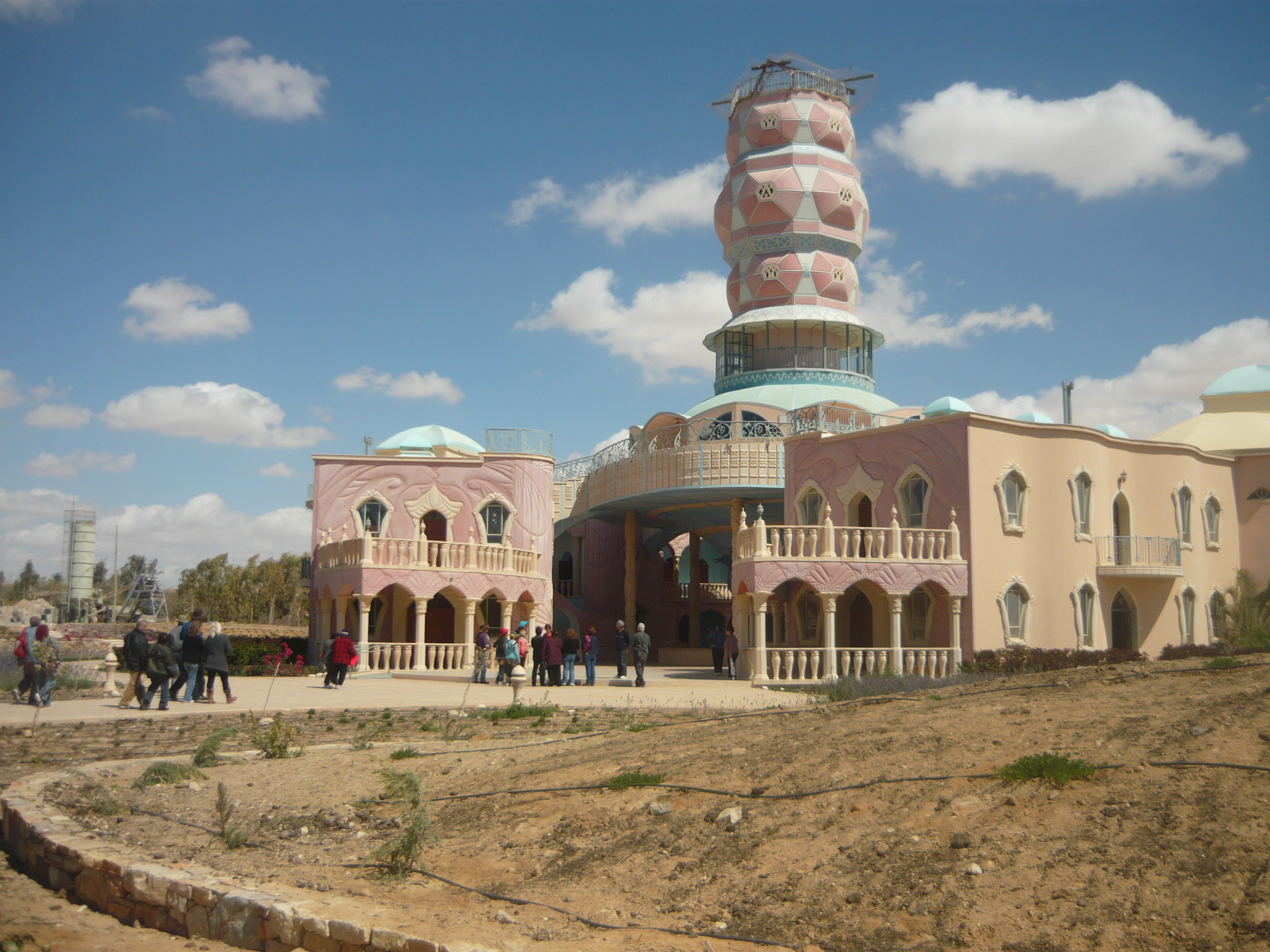
Umělecké centrum v kibucu Ne'ot Smadar

Ne'ot Smadar byl založen v roce 1982. Původně vznikl jako kibuc Šizafon (שִׁזָּפוֹן), který se tu ale neudržel a roku 1989 byl na jeho místě zřízen nynější kibuc.
Místní ekonomika je založena na zemědělství včetně organického zemědělství. Funguje tu plavecký bazén, umělecké centrum a sportovní areály.

## Demografie
Obyvatelstvo kibucu je převážně sekulární. Podle údajů z roku 2014 tvořili naprostou většinu obyvatel v Ne'ot Smadar Židé (včetně statistické kategorie "ostatní", která zahrnuje nearabské obyvatele židovského původu ale bez formální příslušnosti k židovskému náboženství).
Jde o menší obec vesnického typu s dlouhodobě mírně rostoucí populací. K 31. prosinci 2014 zde žilo 206 lidí. Během roku 2014 populace stoupla o 1,0 %.
| Rok            | 1983 | 1995 | 2001 | 2003 | 2004 | 2005 | 2006 | 2007 | 2008 | 2009 | 2010 | 2011 | 2012 | 2013 | 2014 |
| -------------- | ---- | ---- | ---- | ---- | ---- | ---- | ---- | ---- | ---- | ---- | ---- | ---- | ---- | ---- | ---- |
| Počet obyvatel | 48   | 161  | 161  | 159  | 157  | 155  | 149  | 161  | 176  | 184  | 188  | 200  | 200  | 204  | 206  |